# パーヴェル・ポポーヴィチ
パウロー・ポポーヴィチ（ウクライナ語：Павло́  Рома́нович Попо́вич)、パーヴェル・ポポーヴィチ（ロシア語：Па́вел Рома́нович Попо́вич；1930年10月5日 - 2009年9月29日）はソ連の宇宙飛行士である。初めて宇宙に行ったウクライナ人。

## 概要
パーヴェル・ポポーヴィチは1930年10月5日にウクライナ・ソビエト社会主義共和国キーウ州ビーラ・ツェールクヴァ地区ウズィーン村に正教司祭を祖先とする労働者の家で生まれた。
ポポーヴィチは1960年にソ連の第1期宇宙飛行士グループを選抜する訓練に参加する20人の空軍パイロットの1人に選ばれ、1962年のボストーク4号と1974年のソユーズ14号で2度宇宙に行った。コールサインは「ベルクート」（Бе́ркут；意訳：イヌワシ）。ボストーク4号は、アンドリアン・ニコラエフの乗るボストーク3号と初めてランデブーすることに成功した。ボストーク計画とソユーズ計画の両方で宇宙飛行をおこなったのは他にヴァレリー・ブィコフスキーだけである。1982年に宇宙飛行士を引退した。
2009年9月29日、脳出血のためウクライナのクリミア自治共和国グルズーフ市の病院で死去。

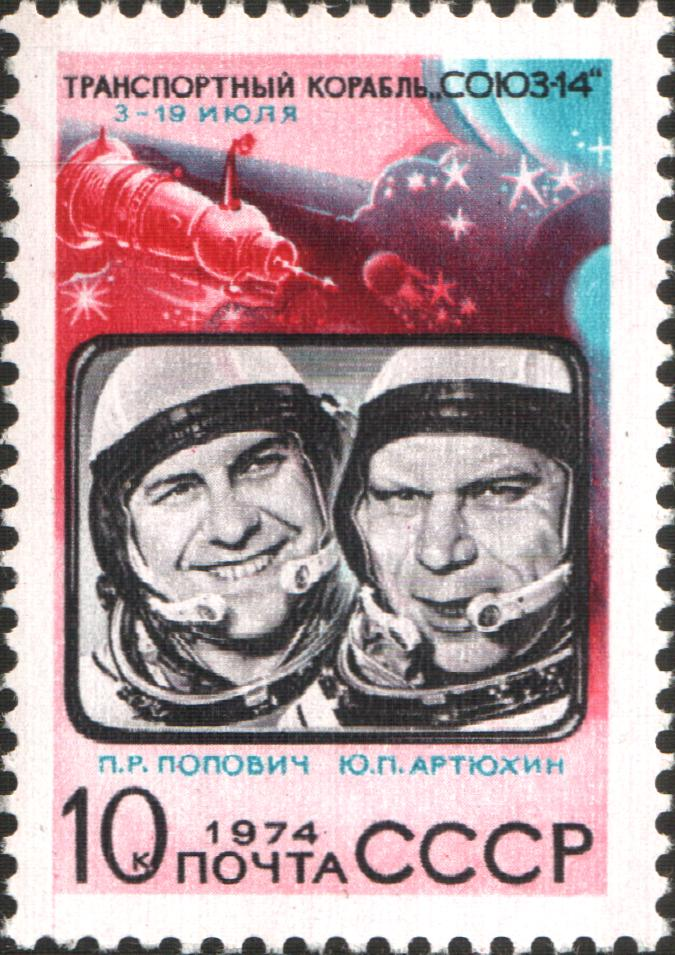
郵便切手(ソ連): パーヴェル・ポポーヴィチとユーリー・アルチューヒン – ソユーズ14号ミッション
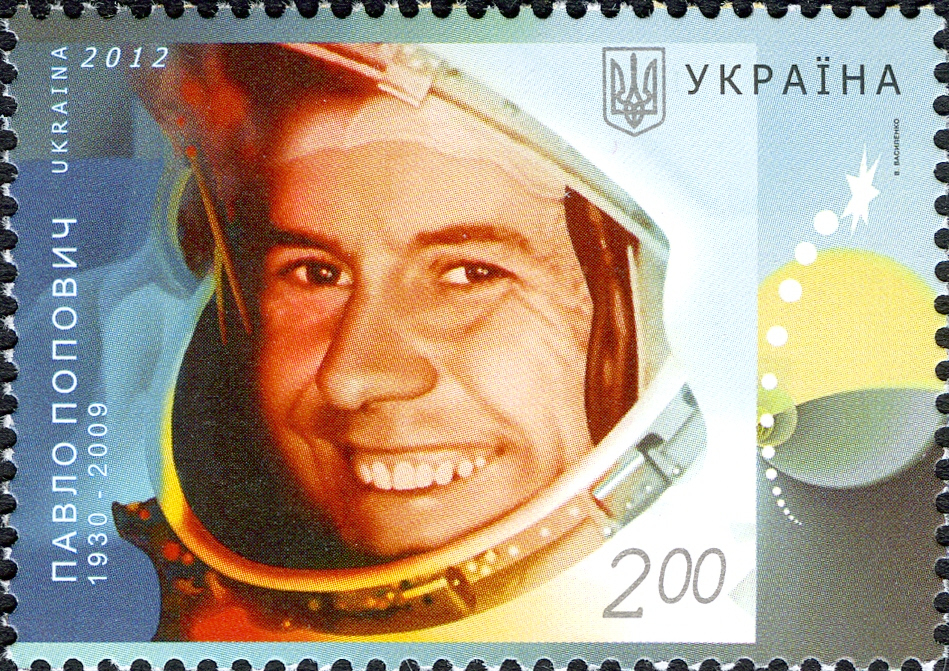
ウクライナの切手(2012)

## UFO学

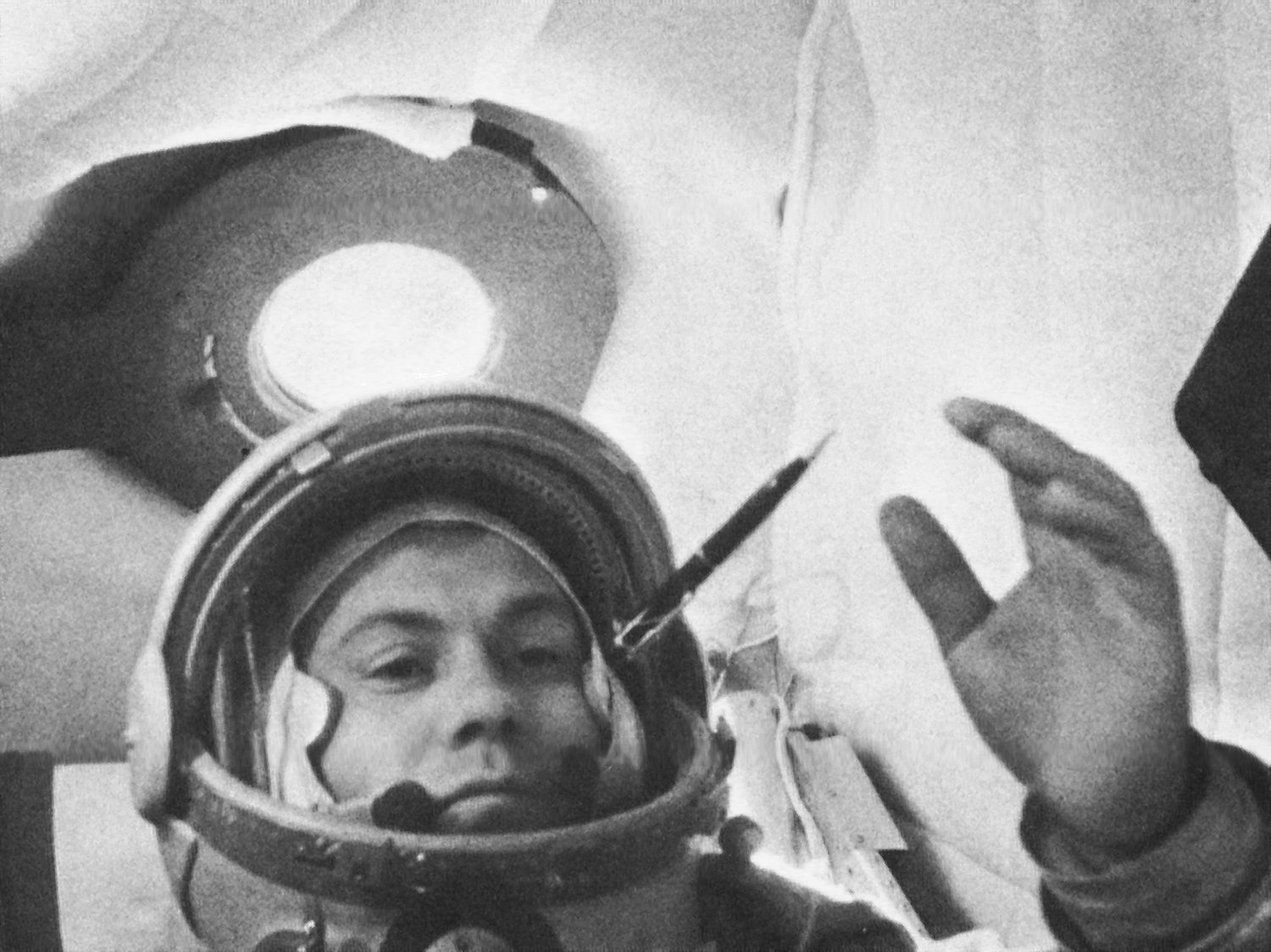
ボストーク4号に乗っているポポーヴィチ

1984年、ポポーヴィチは科学アカデミーに新設された異常空中現象部会UFO委員会の委員長となりUFO学を手掛けるようになった。2002年にSCI FIチャンネルのドキュメンタリー番組Out of the Blueで、ポポーヴィチは、ワシントンからの帰りに航空機と並んで飛ぶUFOを目撃したと証言した。UFOは飛行機内の全ての人に目撃された。完全な三角形の形で、飛行機から約1.5km、1,000m上空で白いとても明るい光を放っていた。その物体は30秒から40秒程度で飛行機を追い越し、速度は時速1,500kmと推定された 。
ポポーヴィチはロシアUFO協会とロシアのウクライナ人会の会長を務めた。
彼はソ連空軍の大佐で、伝説のテストパイロットであるマリナ・ポポーヴィチと結婚し2人の娘をもうけたが離婚した。